# Stubla (Medveđa)
Stubla (en serbe cyrillique : Стубла) est un village de Serbie situé dans la municipalité de Medveđa, district de Jablanica. Au recensement de 2011, il comptait 84 habitants.

## Démographie
| 1948 | 1953 | 1961 | 1971 | 1981 | 1991 | 2002 | 2011 |
| ---- | ---- | ---- | ---- | ---- | ---- | ---- | ---- |
| 418  | 461  | 422  | 257  | 130  | 122  | 119  | 84   |

|  |